# Felix Connemann
Felix Maria Connemann (* 15. September 1875 in Leer in Ostfriesland; † 3. Mai 1935) war ein deutscher Fregattenkapitän der Kaiserlichen Marine und Geschäftsmann.

## Leben
Felix Connemann trat nach dem Besuch des Gymnasiums am 4. April 1893 als Kadett in die Kaiserliche Marine ein. Im darauffolgenden Jahr war er auf der Stosch. Am 21. Mai 1898 wurde er als Unterleutnant zur See mit dem Venezuelanischen Orden der Büste Bolivars 4. Klasse ausgezeichnet.
1904 war er als Oberleutnant zur See (Beförderung am 11. Dezember 1899) als Ersatz für das ausgeschiffte Landungskorps auf der Habicht, welche in der Westafrikanischen Station stationiert war. Im gleichen Jahr wurde er am 14. Juli 1904 Kapitänleutnant.
1907 war er Referent in der Minenversuchskommission in Kiel und zugleich auf der Pelikan. Von hier kam er bis 1909 als Erster Offizier auf die Arcona. Bis 1909 war er u. a. mit dem Roten Adlerorder 4. Klasse mit Schwertern ausgezeichnet worden. Anschließend wurde er Navigationsoffizier auf der Schleswig-Holstein. 1911 war er als Korvettenkapitän (Beförderung am 9. Dezember 1910) Navigationsoffizier auf der Preußen. Im April 1912 wurde er mit zwei weiteren Offizieren zur Ausbildung auf das neu in Dienst gestellte Passagier-Luftschiff Viktoria Luise kommandiert. Er musste aber die Ausbildung krankheitsbedingt abbrechen und wurde durch Friedrich Metzing ersetzt. Später war er bis August 1914 Erster Offizier auf der Kaiserin Augusta. Für einen Monat war er der Marine-Brigade zugeteilt und war anschließend bis Januar 1916 Mitglied er Technischen Versuchskommission. Bis Kriegsende war er Chef des Versuchverbands der Torpedoinspektion und zugleich Kommandant des Versuchsschiffes Cordoba. Am 24. April 1916 wurde er Fregattenkapitän. Am 7. November 1919 wurde er mit dem Charakter als Kapitän zur See aus der Marine verabschiedet.
Connemann wurde u. a. Direktor und Vorstandsmitglied der Norddeutschen Seekabelwerke in Nordenham. Nachdem am 1. Januar 1926 Ernst Wilhelm Diederichs ausgeschieden war, übernahm Connemann die Leitung des Werkes.
Er war mit Elisa, geb. Bayer, verheiratet.